# Кусько Катерина Яківна
Катерина Яківна Кусько́ (нар. 19 листопада 1931, Покровське — пом. 23 березня 2010, Львів) — український мовознавець і педагог, доктор філологічних наук, професор, академік Академії наук вищої школи України з 1999 року, заслужений професор Львівського університету з 2005 року. Мати мистецтвознавця Галини Кусько.

## Біографія
Народилася 19 листопада 1931 року в селі Покровському (нині Неклинівський район Ростовської області Росії). 1955 року закінчила факультет іноземних мов Львівського державного університету.
Упродовж 1955—1961 працювала вчителькою. У 1961—1972 роках — викладач; у 1972—1984 роках — доцент, з 1984 року — професор Львівського університету. 1969 року захистила кандидатську дисертацію на тему «Мовні засоби характеристики персонажів в романах Адама Шаррера»; 1982 року — докторську дисертацію на тему «Невласне-пряма мова в німецькій літературі». Протягом 1979—1996 обіймала посаду завідувача кафедри іноземних мов, одночасно у 1989—2000 роках працювала головним редактором збірки «Іноземна філологія». У 1998—2010 роках — професор кафедри іноземних мов для гуманітрних факультетів. Померла у Львові 23 березня 2010 року.

## Наукова діяльність
Працювала в галузях лінгвістики тексту, стилістики, дискурсознавства, літературознавства, методики викладання іноземних мов. Авторка близько 120 праць, зокрема:
- Проблеми мови сучасної художньої літератури. Львів, 1980;
- Лінгвістика тексту за фахом // Лінгводидактична організаціяція навчального процесу з іноземних мов у вузі. Львів, 1996;
- Проблеми лінгвістики тексту: детермінація понять, мовні засоби когезії // Іноземномовний текст за фахом: лінгводидактичні аспекти. Львів, 1998;
- Фреймова реалізація країнознавчого дискурсу (на матеріалі німецькомовних рекламних текстів) // Мовні і концептуальні картини світу. 2001. Випуск 4;
- Франко і Гете: дискурс поетичних стратегій і культур // Вісник Львівського університету. Серія іноземних мов. 2010. Випуск 17.